# تود توماس
تود توماس (بالإنجليزية: Todd Thomas)‏ هو لاعب كرة قدم أمريكية أمريكي، ولد في 2 ديسمبر 1959 في مانكاتو في الولايات المتحدة، وتوفي في 5 مارس 2000 في هيوستن في الولايات المتحدة.

## وصلات خارجية
- تود توماس على موقع مرجع كرة القدم المحترفة.كوم (الإنجليزية)